# Жељко Пантелић
Жељко Пантелић (Чачак, 16. април 1973) српско-италијански је новинар и радио-телевизијски водитељ.

## Живот
Каријеру је започео на Радио-телевизији Београд 1994. године где је све до 1999. радио у Информативно-спортској редакцији. Водио је емисију „24 часа у свету“, „Свет спорта“, „Спортска субота“ и „Спортски преглед“. За време НАТО бомбардовања Савезне Републике Југославије, током пролећа 1999. године, пребачен је из спортске у информативну редакцију и распоређен на радно место водитеља ноћних вести. Радио је у ноћи између 22. и 23. априла 1999. године када је бомбардована зграда Радио-телевизије Србије. Пошто је преживео бомбардовање зграде РТС, одлучио је да напусти Србију.
Радио је кратко време, по напуштању Београда, на бањалучкој Алтернативној телевизији, да би у пролеће 2000. отишао у Рим, где је завршио Правни факултет на римском Универзитету „La Sapienza“.
2001. године почиње да пише за „Политику“ и да ради на римској радио-станици „Радио Радио“, на којој уређује вести у програму „Un Giorno Speciale“ (Посебан дан). Током 2002. године почиње да пише за „Блиц“, са којим сарађује све до 2004. године, када прелази у „Вечерње Новости“ на позив главног и одговорног уредника Манојла Вукотића.
Крајем 2005. године „Вечерње Новости“ га шаљу на место сталног дописника у Брисел. У пролеће 2008. године на позив генералног директора „Дневника“ Душана Влаовића и директора канцеларије „WAZ“ у Бриселу Кнута Приса, прелази у новосадски лист и канцеларију немачког медијског концерна. Од 2008. до 2010. пише, осим за „Дневник“, за WAZ-ова издања у Немачкој и за интернет портал „WAZ EUobserver“, такође сарађује са италијанском новинском агенцијом APCOM и интернет порталом „Balcanicaucaso“.
У јесен 2010. године, враћа се у Рим на радио-станицу „Радио Радио“, где уређује и води спортски дневник „Sport Sera“ (Спортско вече), као и политичко-спортске магазине „Un Giorno Speciale Weekend“ (Посебан дан викендом) и „Viva la Domenica“ (Живела недеља).